# کمال‌آباد (نیر)
کمال‌آباد  روستایی است که در استان اردبیل، شهرستان نیر، بخش مرکزی، دهستان دورسون خواجه قرار دارد. 
خان بزرگ کمال آباد اقاوردی مدار و میر علی مدار فرزند ایمانعلی از ایام بسیار دور و قدیمی در ان روستا بوده اندو ایضا  آقا سن بای  و  شکر بای  و مباح بای نیز میتوان نام برد.

## جمعیت
بر اساس سرشماری سال ۱۳۸۵ جمعیت این روستا ۳۵۱ نفر با ۸۵ خانوار بوده‌است.